# Université d'État de l'Oklahoma
L‘université d'État de l'Oklahoma (en anglais : Oklahoma State University–Stillwater) est une université publique américaine située à Stillwater dans l'Oklahoma, à 100 km (62 miles) à l'ouest de Tulsa et à 68 km (42 miles) au nord-est d'Oklahoma City.
Elle a été fondée sous le nom d‘Oklahoma Agricultural and Mechanical College (Oklahoma A&M) grâce au Morrill Land-Grant Colleges Act de 1890 et fait donc partie des Land-grant universities. Elle fait aussi partie depuis 2003 de la Sun Grant Association (en).
C'est le principal établissement de recherche et d'enseignement du système universitaire de l'Oklahoma, avec 23 459 étudiants en 2012.

## Sports
Les Cowboys d'Oklahoma State défendent les couleurs de l'université d'État de l'Oklahoma.

## Personnalités liées à l'université

### Étudiants
- Stephanie Bice, femme politique
- T. Boone Pickens, homme d'affaires et philanthrope
- Barry Sanders, joueur de football américain
- Thurman Thomas, joueur de football américain